# José Alfredo Martínez de Hoz
José Alfredo Martínez de Hoz (* 13. August 1925 in Buenos Aires; † 16. März 2013 in Buenos Aires) war ein argentinischer Jurist und Politiker. Während der von Jorge Videla geführten Militärjunta war er von 1976 bis 1981 Wirtschaftsminister. Zuvor war er während der Militärdiktatur von Pedro Eugenio Aramburu Wirtschafts- und Finanzminister der Provinz Salta (1956–1957) und während der darauf folgenden Militärdiktatur von 1962 bis 1963 Sekretär für Landwirtschaft und Viehwirtschaft sowie Wirtschaftsminister.

## Familie und Ausbildung
José Alfredo Martínez de Hoz' war der Sohn eines Großgrundbesitzers, Investors und Präsidenten der landwirtschaftlichen Vereinigung (Sociedad Rural Argentina). Zudem war er Urenkel des konservativen Politikers und ehemaligen Gouverneurs der Provinz Córdoba, Ramón Cárcano. Er studierte Rechtswissenschaften und erhielt einen Doktorgrad der Universidad de Buenos Aires. Er trat dem Partido Democrata Cristiano bei, der sich zu jener Zeit zu einer konservativen Partei entwickelte.
Martínez de Hoz war verheiratet und hatte vier Kinder.

## Politische Karriere bis 1976
Im Zuge des Militärputsches gegen Juan Perón wurde Martinez de Hoz 1956 während der Militärdiktatur unter Pedro Eugenio Aramburu Wirtschafts- und Finanzminister der Provinz Salta. Er blieb auf diesem Posten bis 1957.
In den folgenden Jahren etablierte er sich als Funktionär in der Agrarwirtschaft: Er wurde Präsident der Junta Nacional de Granos (einer Behörde, die für die Regulierung der Landwirtschaft zuständig war und im Staatsauftrag landwirtschaftliche Erzeugnisse kaufte) sowie Präsident des Centro Azucarero Regional del Norte (Unternehmerverband der Zuckerindustrie).
Der 1962 per Militärputsch ins Amt gekommene Präsident José María Guido berief ihn im selben Jahr zum Sekretär für Landwirtschaft und Viehwirtschaft und 1963 zum Wirtschaftsminister.
Ab ungefähr den 1960er Jahren war Martínez de Hoz auch unternehmerisch tätig. Er besaß Landgüter und leitete verschiedene Unternehmen, darunter Unternehmen der Erdölbranche (Petrosur) und der Stahlindustrie (Acindar). Über diese Tätigkeit etablierte er gute Beziehungen in die Wirtschaft und den Bankensektor der USA, darunter auch zur Familie Rockefeller.

## Wirtschaftsminister (1976–1981) der Argentinischen Militärdiktatur
Bereits ab August 1975 arbeitete Martínez de Hoz mit dem späteren Anführer des Militärputsches und Diktator Jorge Videla zusammen und erarbeitete in dessen Auftrag einen Plan für die argentinische Wirtschaft. Nach dem Militärputsch vom 24. März 1976 ernannte ihn der Anführer der Junta am 2. April 1976 zum Wirtschaftsminister. Zwei Tage später bewilligte der Internationale Währungsfonds einen Kredit in Höhe von 126 Millionen US-Dollar.
Martínez de Hoz identifizierte die Inflation (im Jahr 1975 lag sie bei 182 %) und das Haushaltsdefizit als größte Herausforderungen. In der Folge installierte er einen neoliberalen Wirtschaftskurs und fror trotz der weiterhin hohen Inflation alle Verhandlungen über Lohnanpassungen ein. Die Reallöhne sanken in den ersten drei Monaten seiner Amtszeit um 35 % und blieben weiterhin auf diesem Niveau. Zudem versuchte er die Wirtschaft zu stabilisieren und für Investitionssicherheit zu sorgen, indem er nach einem festen Plan den Argentinischen Peso systematisch gegenüber dem US-Dollar abwertete (so genannte tablita). Er setzte darauf, dass sich durch seine Maßnahmen mittelfristig die Produktivität der Wirtschaft steigern würde. Alle Maßnahmen schlugen fehl: Während seiner Zeit als Minister verdreifachte sich die Höhe der argentinischen Auslandsschulden von 9 Milliarden US-Dollar auf 27 Milliarden US-Dollar. Anders als erhofft blieben ausländische Investitionen hinter den Erwartungen zurück und die Inflation blieb während der Zeit der Militärdiktatur weiterhin im Durchschnitt bei jährlich 188 %. Von der planmäßigen Abwertung des Peso profitierten vor allem Spekulanten, die ihre Gewinne auf ausländische Konten transferierten (so genannte plata dulce). Die Wirtschaftskrise, die Martínez de Hoz von den Vorgängerregierungen geerbt hatte, verschlechterte sich während seiner Amtszeit drastisch.
Ab 1979 wuchs auch die Kritik innerhalb der Militärjunta an Martínez de Hoz' Wirtschaftskurs. 1981, mit der Ablösung Videlas durch General Roberto Eduardo Viola, wurde auch Martínez der Hoz abgesetzt.

## Gerichtsverfahren nach Rückkehr zur Demokratie
Nach Rückkehr zur Demokratie 1983 wurde Martínez de Hoz 1988 neben anderen Angeklagten beschuldigt, für die Entführung und Inhaftierung der beiden Textilunternehmer Federico und Miguel Gutheim im Jahr 1976 mitverantwortlich gewesen zu sein. Diese waren zunächst durch Vertreter des Wirtschaftsministeriums gezwungen worden, Verhandlungen mit chinesischen und britischen Investoren zu führen, da es Befürchtungen der Militärregierung gab, dass ein Abbruch der Verhandlungen zu einem Rückgang von Investitionen führen würde. Schließlich wurden die beiden Unternehmer per Dekret des Diktators Videla entführt und mehrere Monate inhaftiert. Im Gerichtsverfahren kam es zunächst zu keinem Urteil gegen Martínez de Hoz und im Zuge einer generellen Amnestierung unter dem ab 1989 amtierenden Präsidenten Carlos Menem wurde der Fall fallengelassen. 2010 kam es zur neuen Aufnahme des Verfahrens im Fall Gutheim. Martínez de Hoz wurde unter Hausarrest gestellt. Zuvor waren ihm 2009 wegen seiner Mitwirkung an der Militärdiktatur Rentenprivilegien gekürzt worden.
In einem weiteren Verfahren wurde Martínez de Hoz beschuldigt, dass das von ihm geführte Unternehmen Acindar mit der Militärdiktatur paktiert hatte und Mitarbeiter, die gegen die Militärdiktatur opponierten an den Sicherheitsapparat ausgeliefert hatte. Zudem war er angeklagt, 1978 an der Entführung und dem Verschwinden des spanischen Funktionärs Juan Carlos Casariego beteiligt gewesen zu sein. Dieser hatte versucht sich gegen die Verstaatlichung des Betriebs Compañía Ítalo-Argentina de Electricidad zu stellen, einen Korruptionsvorgang, bei dem Geschäftsfreunde von Martínez de Hoz den maroden Betrieb überteuert an den Staat verkaufen sollten. In beiden Fällen kam es zu keinem Urteil gegen Martínez de Hoz.
Martínez de Hoz starb 2013 im Alter von 87 Jahren im häuslichen Arrest.